# Delírio de referência
As ideias de referências e os delírios de referências descrevem o fenômeno de um indivíduo que está experimentando eventos inócuos ou meras coincidências e acreditando que eles têm um forte significado pessoal. É "a noção de que tudo o que se percebe no mundo relaciona-se com o próprio destino", geralmente de maneira negativa e hostil. Isso não deve ser confundido com a gaslighting.
Na psiquiatria, os delírios de referência fazem parte dos critérios diagnósticos para doenças psicóticas, tais como: esquizofrenia, transtorno delirante, transtorno bipolar (durante os estágios elevados da mania), e bem como transtorno da personalidade esquizotípica. Em menor grau, pode ser uma característica do distúrbio de personalidade paranoica. Tais sintomas também podem ser causados por intoxicação, principalmente de estimulantes como a metanfetamina.

## Tipos de delírios de referência
Apesar de serem um sintoma comum em distúrbios psicóticos, as ideias de referência ganharam pouca atenção na literatura psiquiátrica, provavelmente porque muitos autores consideravam este sintoma como apenas uma extensão dos delírios de perseguição. Novas pesquisas indicam que delírios de referencia são muito mais complexos e foram divididos em dois tipos: os delírios de comunicação e os delírios de observação 

### Delírios de comunicação
Os delírios de referencia do subtipo 'delírios de comunicação' se referem à quadros onde o paciente interpreta eventos externos neutros como se possuíssem significado pessoal para ele. O paciente acredita que outras pessoas estão se comunicando com ele de forma obscura, usando dicas ou insinuações como forma de lhe transmitir alguma informação. Eles também podem crer que determinados objetos foram arrumados para os informarem de algo, ou que pessoas públicas estão se referindo a ele em meios de comunicação como TV e rádio 
Sub-tipo verbal: Neste caso o paciente interpreta erroneamente o discurso ou a escrita de outros, crendo que algo que foi dito ou escrito contém mensagens direcionadas a ele. Exemplos incluem crer que artigos escritos em jornais contem mensagens ocultas que o envolvem diretamente.
Sub-tipo não-verbal: Neste caso o paciente não precisa que algo seja comunicado verbalmente para que ele interprete o ato como mensageiro. Atos sutis e corriqueiros passam a ser vistos como sinais que envolvem diretamente o paciente. Exemplos incluem crer que uma pessoa está trajando verde para o avisar que sabe o que está acontecendo em sua vida  . 

### Delírios de observação
Neste caso o paciente acredita que está sendo vigiado por outros, podendo crer que existem camêras em lugares inusitados, ou que estão o perseguindo. Pode sentir que os outros estão falando negativamente sobre ele e planejando ações hostis contra ele. Faz sentido que o paciente creia que estas pessoas que lhe vigiam não desejam que seus atos sejam descobertos, assim, eles tenderão a não acreditar que elas desejam comunicar-se com ele através de frases com significados ocultos ou gestos sutis como acontece no caso dos delírios de comunicação, onde o paciente acredita que está recebendo alguma forma de aviso ou confirmação . 

## Visões freudianas
Sigmund Freud considerou que as idéias de referência iluminavam o conceito de superego: "As ilusões de serem observadas apresentam este poder de forma regressiva, revelando assim sua gênese ... vozes, assim como a multidão indefinida, são trazidas novamente para o primeiro plano pela doença [paranoica], e assim a evolução da consciência é reproduzida regressivamente."
No seu rastro, Otto Fenichel concluiu que "a projeção do superego é mais claramente vista em ideias de referência e de influência... Delírios desse tipo simplesmente trazem para o paciente de fora o que sua auto-observação e auto-crítica realmente diz a ele."
Jacques Lacan similarmente via ideias de referência como ligadas ao "desequilíbrio da relação com o capital 'Outro' e à anomalia radical que envolve, qualifica, impropriamente, mas não sem alguma aproximação com a verdade, na velha medicina clínica, como delírio parcial"—o "Outro grande, isto é, o outro da linguagem, Nome-do-pai, significantes ou palavras", em suma, o reino do superego.

## Delírios de referência
"Ideias de referência devem ser distinguidas de delírios de referência, que podem ser semelhantes em conteúdo, mas são mantidos com maior convicção". Com o primeiro, mas não com o segundo, a pessoa que o possui pode ter "a sensação de que estranhos estão falando sobre ele/ela, mas se for contestado, reconhece que as pessoas podem estar falando sobre outra coisa."
Do ponto de vista psicanalítico, pode haver ao mesmo tempo "transições ... para delírios" a partir de ideias de referência: enquanto "ideias abortivas de referência, no início de seu desenvolvimento ou, em personalidades esquizotípicas, continuamente, podem permanecer sujeitas às críticas do paciente... sob circunstâncias adversas, por mudanças econômicas mínimas, no entanto, o teste de realidade pode ser perdido e devaneios desse tipo se transformam em delírios."
Foi notado que o caráter "rigidamente controlado pelo seu superego... forma facilmente ideias sensíveis de referência. Uma experiência chave pode ocorrer em suas circunstâncias de vida e, de repente, essas ideias se estruturam como delírios de referência". Dentro do "foco da paranoia ... aquele homem cruzando as pernas, aquela mulher vestindo aquela blusa - não pode ser apenas acidental. Tem um significado particular, destina-se a transmitir algo."

## Exemplos
Pessoas com ideias de referência podem experimentar:
- Crença que "de alguma forma todos em um ônibus da cidade estão falando sobre elas".[17]
- Um sentimento de que as pessoas na televisão ou no rádio estão falando ou falando diretamente com elas.
- Crença que manchetes ou histórias em jornais são escritos especialmente para elas.
- Crença que os eventos (mesmo eventos mundiais) foram deliberadamente planejados para elas, ou que têm um significado pessoal especial para elas
- Crença que as letras de uma música são especificamente sobre elas.
- Crença que a função normal de telefones celulares, computadores e outros dispositivos eletrônicos está enviando mensagens secretas e significativas que só elas podem entender ou acreditar.
- Ver objetos ou eventos como sendo criados deliberadamente para transmitir um significado especial ou particular para elas mesmas
- Pensamentos em "que o menor movimento descuidado por parte de outra pessoa tinha grande significado pessoal... maior significado".[18]
- Crença que as postagens em sites de redes sociais ou blogues da Internet têm significados ocultos pertencentes a elas.
- Crença que o comportamento dos outros é em referência a um odor corporal anormal e ofensivo, que na realidade é inexistente e não pode ser cheirado ou detectado por outros (ver: síndrome de referência olfativa).